# Thießen
Thießen este o comună din landul Saxonia-Anhalt, Germania.